# Franz Boehm
Franz Boehm (Boleszyn, 3 de outubro de 1880 – campo de concentração de Dachau, 13 de fevereiro de 1945) foi um sacerdócio católico romano da arquidiocese de Colônia, oponente da ideologia nacional-socialista e mártir da Igreja Católica.
Foi preso em junho de 1944 e acabou em Dachau com o número 91.557.

## Biografia

### Juventude e formação

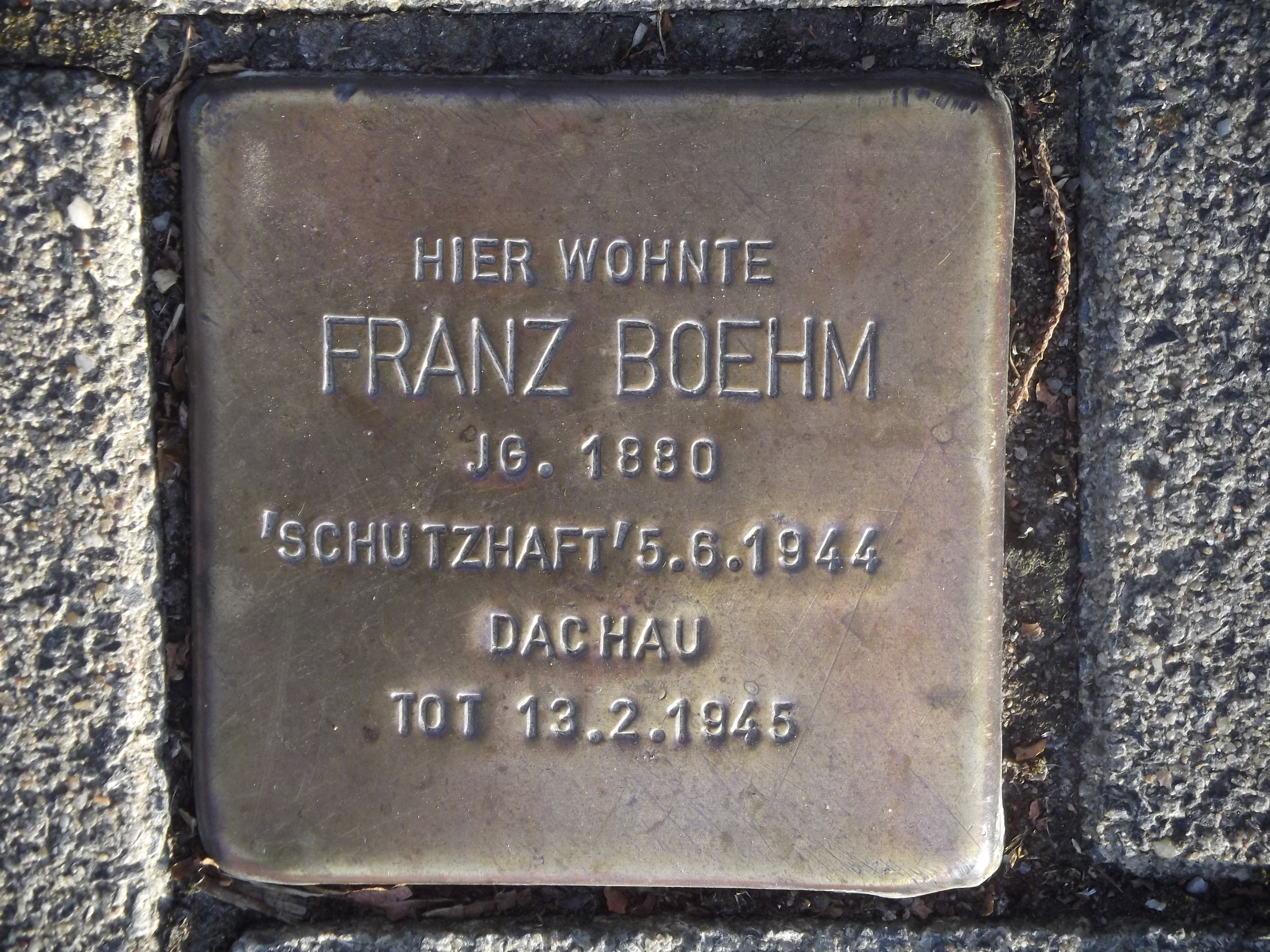
Stolperstein para o pároco Franz Boehm em Düsseldorf

Franz Boehm nasceu na Prússia Ocidental, que hoje fica na região da voivodia da Vármia-Masúria (Polónia). Veio de uma família de origem germano-polonesa. Seus pais eram professores durante o Kulturkampf de Bismarck, razão pela qual a família foi transferida, por ordem administrativa, para a Renânia em 1893. Na aula, o pai havia ensaiado com os alunos um hino cristão em polaco; tal coisa foi proibida na Prússia devido à germanização do povo polaco. Boehm se formou no ensino médio em Mönchengladbach. Depois de estudar filosofia e teologia em Bona, foi ordenado sacerdote pela arquidiocese de Colônia em 1906. Em seus três postos de capelão no Vale do Ruhr, esteve também ativamente envolvido na pastoral polonesa, visto que a sua língua materna era o polaco. Assumiu seu primeiro cargo como pároco em 1917 na Igreja de Santa Catarina em Düsseldorf. Na sua paróquia, fez campanha legal para preservar uma escola primária católica que hoje leva o seu nome.

### Oposição ao Nacional Socialismo

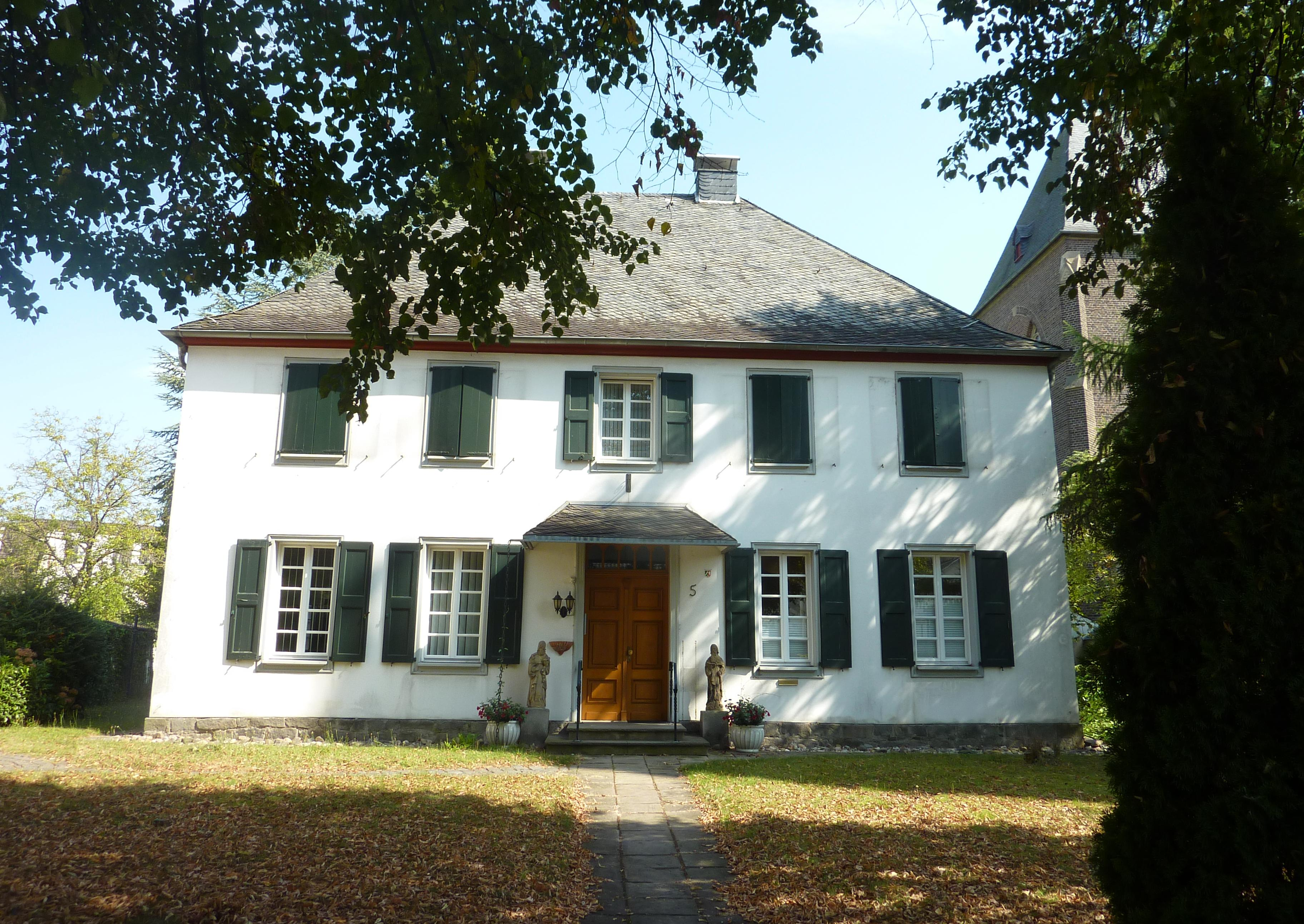
A casa do pároco Boehm em Sieglar de 1923 a 1937

Em 1923 tornou-se pároco em Sieglar (hoje bairro de Troisdorf). Rapidamente percebeu que estava lidando com as correntes políticas extremas da época, o comunismo e o nacional-socialismo. No jornal da sua igreja e nos seus sermões no púlpito, Boehm não deixou dúvidas de que considerava estas duas correntes políticas incompatíveis com o cristianismo. A sua oposição ao nacional-socialismo tornou-se problemática depois que os nazis chegaram ao poder na Alemanha em 1933. Apoiada pelo burgomestre do Partido Nazista de Sieglar, a Gestapo investigou repetidamente Boehm e impôs numerosas sanções. Em 1934 houve um processo penal por suposta traição, mas foi arquivado. A lista de supostos males de Boehm é tão extensa quanto absurda. “Tocar os sinos para assinalar o regresso dos peregrinos de Roma e interromper as celebrações do Primeiro de Maio Nacional Socialista” foi, por exemplo, um dos crimes de que o pároco foi acusado. Embora a acusação tenha sido arquivada, em 1935 Boehm foi proibido de ministrar educação religiosa. Ao mesmo tempo, recebeu sua primeira expulsão da região administrativa de Colônia, que foi revogada com amnistia em 1936. A segunda e última expulsão ocorreu em 1937. Boehm teve que deixar Sieglar e esperar que o vigário-geral lhe designasse uma nova paróquia.

### A nova paróquia e o martírio em Dachau
Em 1938, Boehm assumiu o cargo de pároco em Monheim am Rhein (região administrativa de Düsseldorf). No seu trabalho sacerdotal continuou a resistir ao regime nazista porque não queria ser um dos “cães mudos” (Isaías 56:10) sobre os quais o profeta Isaías alerta na Bíblia. Os ficheiros de 450 páginas da Gestapo mostram que recebeu uma advertência em 1941 por adorar em polaco. Em 1942, foi multado em 3.000 RM por pregar sobre Cristo Rei. No seu sermão dominical de 25 de outubro, Boehm afirmou que não havia reinos milenares na terra porque havia apenas um reino que duraria tanto tempo, nomeadamente o reino de Jesus Cristo, que duraria por toda a eternidade. Os nazistas consideraram isso uma violação da Lei de Estabilização das Forças Armadas. Normalmente, tal acusação implicava a pena de morte. Mas os juízes reduziram a acusação a uma condenação por “comentários hostis ao Estado”. Na Páscoa de 1944, pregou contra a indústria cinematográfica nazista, o que o levou à prisão. Em 5 de junho de 1944, logo após uma missa, ainda na igreja, foi preso e levado diretamente pela Gestapo para uma prisão em Wuppertal. Em conexão com as prisões em torno da tentativa de atentado de 20 de Julho contra Adolf Hitler, Boehm foi transferido para o quartel de sacerdotes de um campo de concentração. Em 11 de agosto de 1944, foi levado para Dachau num transporte individual porque foi evidentemente confundido com o advogado e economista de Mannheim, Franz Böhm, que pertencia ao Círculo de Friburgo da resistência alemã ao nazismo. Boehm morreu no campo de concentração de Dachau em 13 de fevereiro de 1945, em circunstâncias incertas. O corpo do pároco foi cremado após a sua morte violenta. As cinzas foram jogadas em um rio próximo ou espalhadas por um campo.